# Pamela (Toto)
Pamela is een nummer van de Amerikaanse rockband Toto. Het is de tweede single van hun zevende studioalbum The Seventh One uit 1988. Op 26 februari van dat jaar werd het nummer op single uitgebracht.

## Achtergrond
De plaat werd een hit in een aantal landen. De plaat haalde in thuisland de Verenigde Staten de 22e positie in de Billboard Hot 100. In Australië werd de 94e positie in de hitlijst bereikt.
In Nederland was de plaat op vrijdag 17 juni 1988 Veronica Alarmschijf op Radio 3 en werd een grote hit in de destijds twee hitlijsten op de nationale publieke popzender. De plaat bereikte de 9e positie in de Nederlandse Top 40 en de 8e positie in de Nationale Hitparade Top 100. 
In België bereikte de plaat de 10e positie in zowel de voorloper van de Vlaamse Ultratop 50 als de Vlaamse Radio 2 Top 30.
Sinds de editie van december 2000 staat de plaat onafgebroken genoteerd in de jaarlijkse NPO Radio 2 Top 2000 van de Nederlandse publieke radiozender NPO Radio 2 met als hoogste notering tot nu toe een 588e positie in 2001.

### NPO Radio 2 Top 2000
| Nummer met noteringen in de NPO Radio 2 Top 2000 | '00 | '01 | '02  | '03  | '04  | '05  | '06  | '07  | '08  | '09  | '10  | '11  | '12  | '13  | '14  | '15  | '16  | '17  | '18  | '19  | '20  | '21  | '22  | '23  | '24  |
| ------------------------------------------------ | --- | --- | ---- | ---- | ---- | ---- | ---- | ---- | ---- | ---- | ---- | ---- | ---- | ---- | ---- | ---- | ---- | ---- | ---- | ---- | ---- | ---- | ---- | ---- | ---- |
| Pamela                                           | 801 | 588 | 1426 | 1116 | 1121 | 1320 | 1541 | 1647 | 1358 | 1603 | 1572 | 1463 | 1378 | 1179 | 1422 | 1351 | 1419 | 1508 | 1288 | 1134 | 1231 | 1230 | 1172 | 1240 | 1079 |

1. ↑  Een vetgedrukt getal geeft de hoogste notering aan.
2. ↑  2000 was het eerste jaar met een notering voor dit nummer.